# Tetramorium ictidum
Tetramorium ictidum är en myrart som beskrevs av Bolton 1980. Tetramorium ictidum ingår i släktet Tetramorium och familjen myror. Inga underarter finns listade i Catalogue of Life.

## Bildgalleri

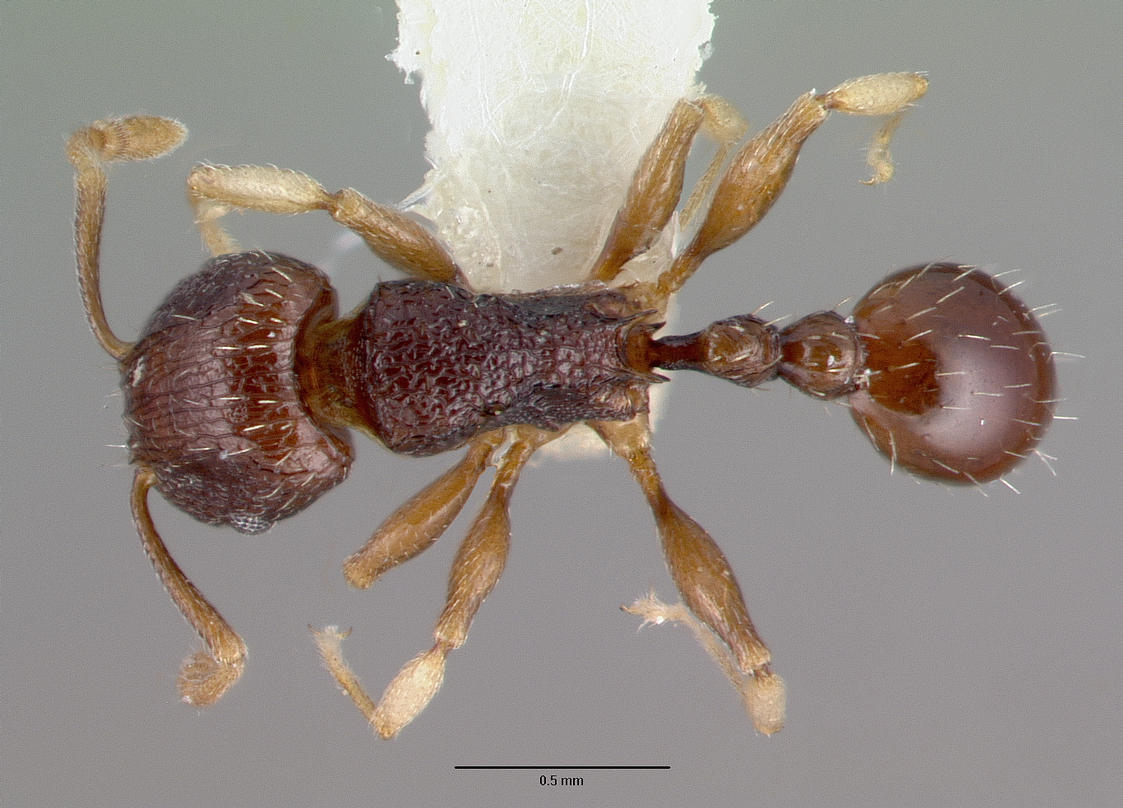
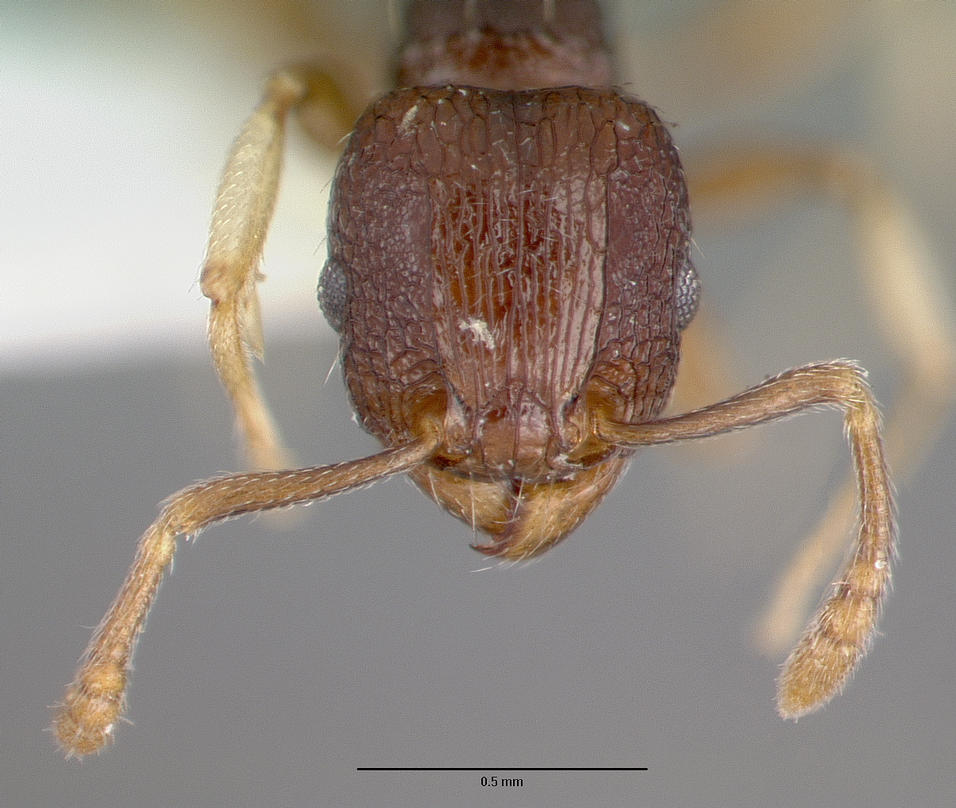
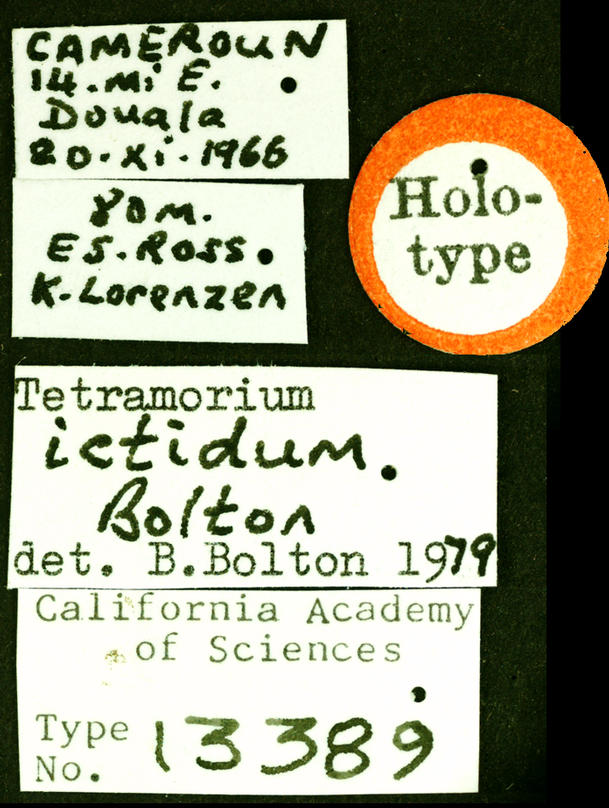
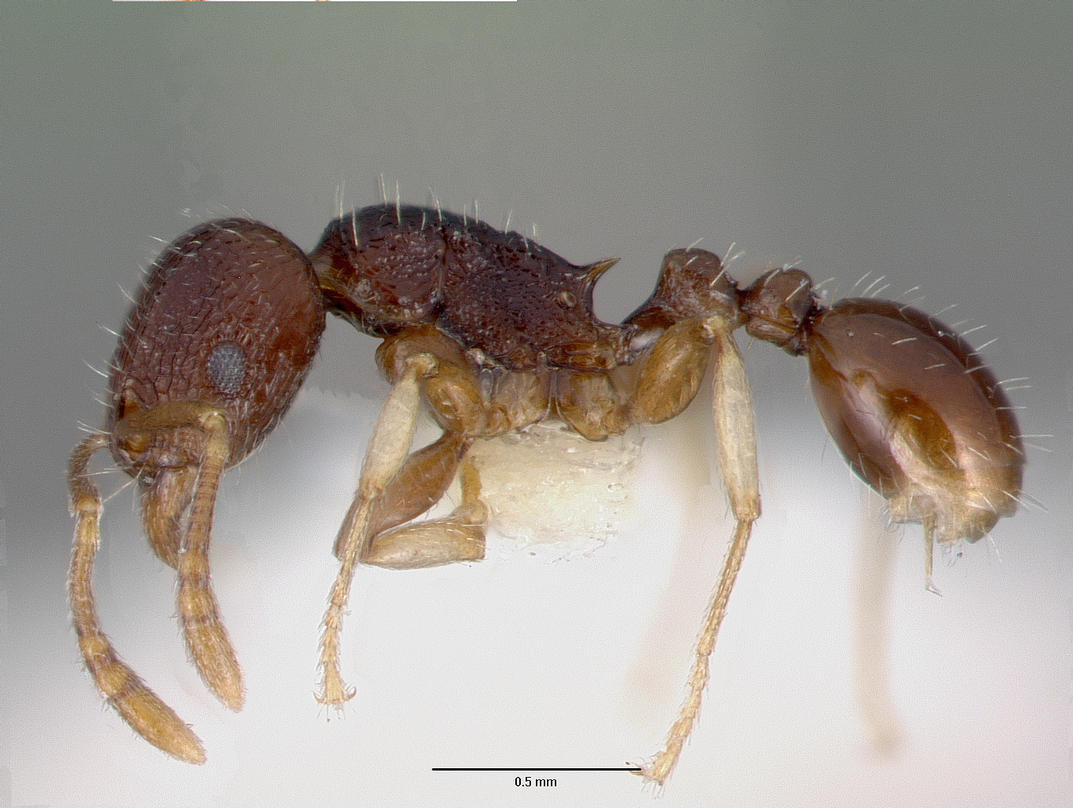